# أتشان (مشيز بردسير)
أتشان (بالفارسية: اتشان) هي قرية تقع في إيران في البلدة المركزية. يقدر عدد سكانها بـ 214 نسمة بحسب إحصاء 2016.